# Modelarstwo okrętowe

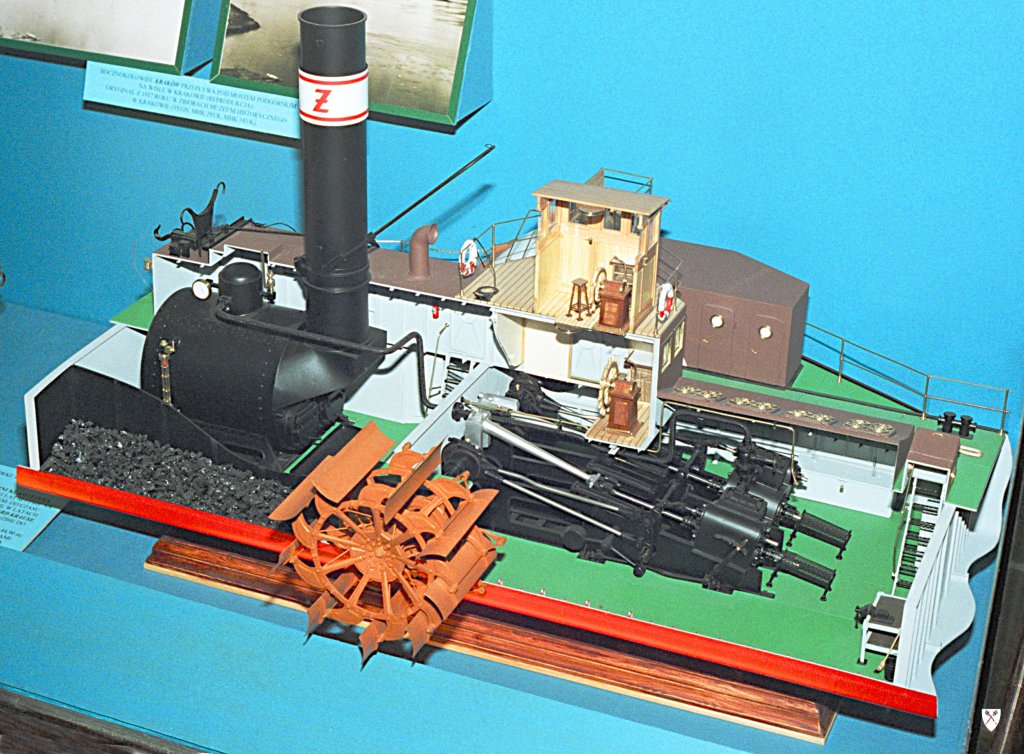
Model siłowni parowej wiślanego holownika bocznokołowego Gdańsk z 1897 r. Model w Centralnym Muzeum Morskim (Spichlerz na Ołowiance) w Gdańsku, wykonany przez Jana Koszczyńskiego

Modelarstwo okrętowe – wykonywanie w określonej podziałce modeli statków, okrętów i innych konstrukcji pływających dawniej lub współcześnie, wynikających z ograniczeń regulaminowych, w celach sportowych, wystawienniczych lub innych.

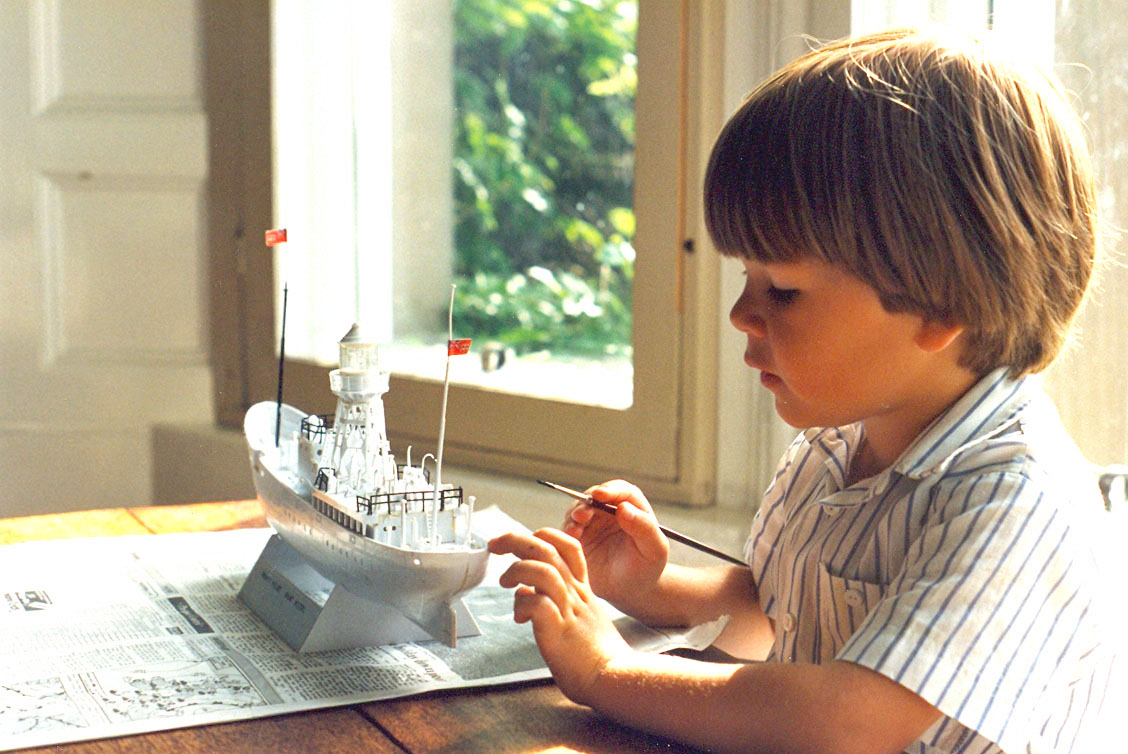